# Géologie du Togo

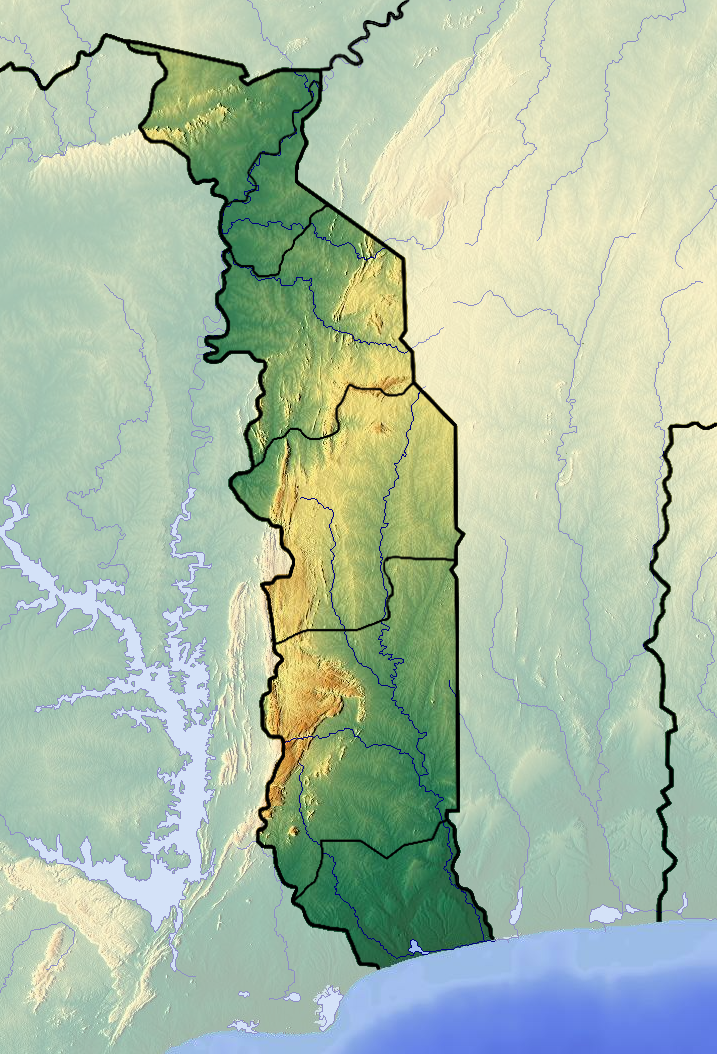
Topographie du Togo

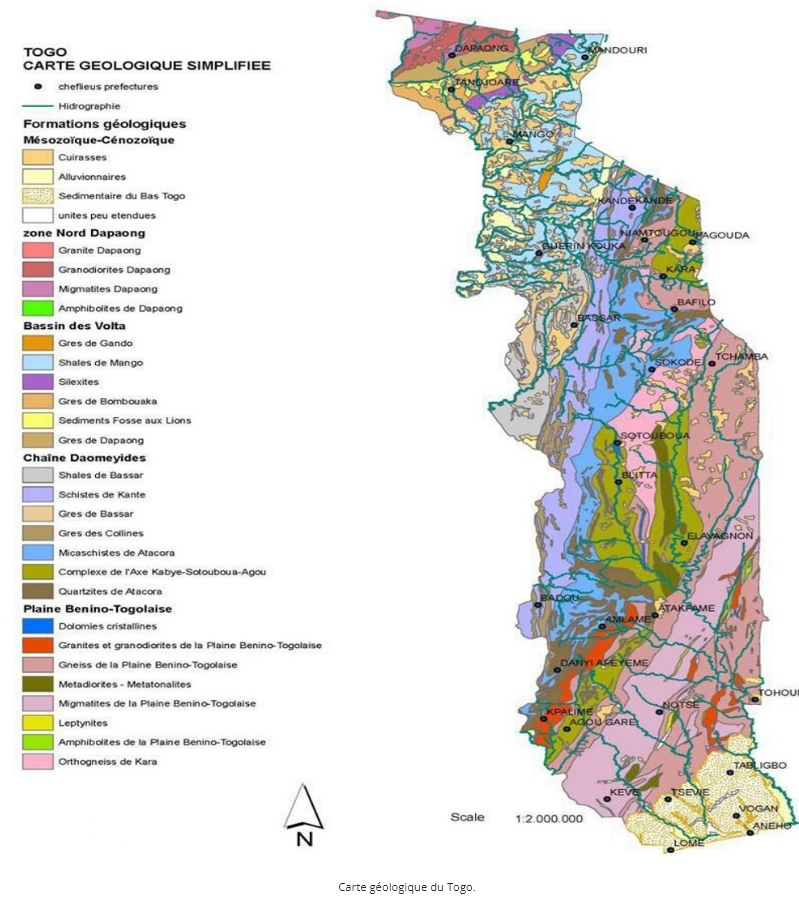
Carte géologique du Togo

La géologie du Togo est principalement constituée de gneiss et de roches granitiques d'âge protérozoïque dans le centre et le sud du pays. Le Togo dispose de gisements métallifères, des pierres précieuses et des minéraux radioactifs.

## Contexte géologique
Ces roches sont recouvertes, dans la zone côtière, par des sédiments crétacés et cénozoïques. Le nord du pays possède un socle de roches métamorphiques néoprotérozoïques et de granite paléoprotérozoïque. Le sud du pays est recouvert de bassins sédimentaires sur une superficie de 3 300 km2. Le craton ouest-africain est constitué de structures cristallines dont l'âge s'étend du Néoarchéen au Paléoprotérozoïque. La zone Nord-Dapaong, située dans le craton ouest-africain, abrite fréquemment des migmatites, des gneiss, des amphibolites, des granodiorites et des granites . Le bassin de la Volta, d'âge néoprotérozoïque, contient des formations sédimentaires sur le substratum birrimien. Ces formations sédimentaires se divisent en deux groupes : un groupe intra-tillite et un groupe supra-tillite.

## Géologie économique
Le Togo est l’un des plus grands producteurs de minerais d’Afrique,.  
Le Togo exploite le phosphate en grande quantité. Il a été découvert au Togo en 1952. L'industrie du phosphate au Togo a connu une croissance significative en 2022.  
Le pays produit également du calcaire sur le gisement de Tabligbo exploité actuellement par WACEM et Scantogo Mines. D’autres sociétés ont reçues des permis d’exploitation du minerai de fer, du marbre et du manganèse.  
L'extraction artisanale de diamants et d'or est également pratiquée, dans les formations alluviales des rivières. Les activités d'exploration ont identifié des possibilités futures d'exploitation de la bauxite, du gypse, du minerai de fer, du manganèse, du marbre, du rutile, du zinc, de l'uranium et des métaux lithiques. Le secteur pétrolier est absent au Togo,. 
Il existe également des gisements néoprotérozoïques indurés qui n'ont pas encore été exploités,. 